# Sistema pensionistico italiano
Il sistema pensionistico italiano è il sistema pensionistico vigente nella Repubblica italiana.

## Caratteristiche
La previdenza italiana prevede:
- sistema pensionistico pubblico (previdenza di primo pilastro);
- sistema pensionistico privato volontario (detta previdenza di terzo pilastro);
- previdenza integrativa (detta previdenza di quarto pilastro).

La previdenza di primo pilastro (detto anche sistema pensionistico obbligatorio) coincide con il sistema pensionistico pubblico, mentre la previdenza di terzo pilastro (detto anche sistema pensionistico complementare) coincide con il sistema pensionistico privato in Italia. È infatti assente in Italia il sistema pensionistico obbligatorio privato classificato dalla banca Mondiale nei sistemi pensionistici come previdenza di secondo pilastro.
Esso attua gli interventi di previdenza e assistenza previsti nell'art. art. 38 della Costituzione.
L'art. 1886 del C.C. prevede che le assicurazioni sociali sono disciplinate da leggi speciali che sono quelle che regolano il sistema pensionistico.
Il sistema pensionistico è quindi diviso nel sistema pensionistico pubblico in Italia attuato da enti previdenziali che gestiscono le assicurazioni sociali obbligatorie e nel sistema pensionistico privato che fornisce prestazioni previdenziali integrative o complementari a quanto previsto dal sistema pensionistico pubblico.

## Analisi
Secondo la classificazione della World Bank sono presenti solo il primo, il terzo ed il quarto pilastro della previdenza.
Il pilastro 0 con l'eliminazione della pensione minima prevede delle prestazioni basate sulla prova dei mezzi ossia l'assegno sociale.
Il pilastro 2 in Italia non è stato implementato.

### Sistema pensionistico pubblico
Il sistema pensionistico pubblico in Italia è regolato fondamentalmente dalla riforma Dini negli artt. 1, 2 e 3 ed ultimamente modificato dalla riforma delle pensioni Fornero. Le assicurazioni sociali obbligatorie  sono regolate da leggi speciali e gestite dallo Stato attraverso enti previdenziali, come previsto dall'art. 38 della Costituzione "Ai compiti previsti in questo articolo provvedono organi ed istituti predisposti o integrati dallo Stato."
Il sistema pensionistico pubblico è finanziato con l'imposizione fiscale. Il sistema pensionistico pubblico italiano è gestito come nella maggior parte dei paesi OCSE ed è quindi un sistema pensionistico senza patrimonio di previdenza con le prestazioni previdenziali determinate con uno schema pensionistico con formula delle rendite predefinita.
- Previdenza statale
- Assicurazione: sociale a carico dello Stato
- Partecipazione: obbligatoria
- Rischi assicurati:
  - per situazioni al termine o con la sospensione del rapporto di lavoro:
    - assicurazione sociale per la vecchiaia;
    - assicurazione sociale per la disoccupazione;
    - assicurazione sociale per l'impiego;

  - per i rischi o eventi durante l'attività lavorativa:
    - assicurazione sociale per l'invalidità;
    - assicurazione sociale per l'inabilità;
    - assicurazione sociale per i superstiti;
    - assicurazione sociale per la maternità;
    - assicurazione sociale vita;
    - assicurazione sociale per gli infortuni sul lavoro.
- Società di gestione: Enti previdenziali (persona giuridica pubblica), associazioni, fondazioni (pubbliche amministrazioni ma con persona giuridica privata)
- Finanziamento: imposizione fiscale (contributi previdenziali obbligatori)
- Prestazioni: Pensioni
- Modalità di gestione: sistema pensionistico senza patrimonio di previdenza vincolata alla sostenibilità fiscale dei sistemi pensionistici obbligatori
- Importo delle prestazioni: secondo le leggi vigenti al momento della erogazione con schema pensionistico con formula delle rendite predefinita

### Sistema pensionistico privato obbligatorio
Il sistema pensionistico privato obbligatorio in Italia non è stato implementato, quindi non esiste in Italia la previdenza di secondo pilastro come classificata dalla banca Mondiale.

### Sistema pensionistico privato volontario
È il sistema pensionistico privato volontario fully funded costituito dai fondi pensione regolati fondamentalmente dal D.Lgs. n. 252/2005.
Le assicurazioni sociali regolate da leggi speciali e gestite da società private costituite secondo le medesime leggi speciali, sono dette previdenza di terzo pilastro; correntemente sono gestite dai fondi pensione che realizzano una previdenza complementare alle assicurazioni sociali obbligatorie gestite da pubbliche amministrazioni.
Il sistema privato è gestito nel rispetto del principio della capitalizzazione integrale fully funded.
- Previdenza professionale privata
- Assicurazione: sociale a carico dei partecipanti
- Partecipazione: volontaria
- Rischi assicurati:
  - assicurazione sociale per la vecchiaia;
  - assicurazione sociale per i superstiti (su base volontaria).
- Società o enti di gestione: fondi pensione
- Finanziamento: versamenti del partecipante o del datore di lavoro secondo regole prestabilite
- Prestazioni: Pensione complementare sotto forma di rendita
- Modalità di gestione: secondo il principio della capitalizzazione integrale con patrimonio di previdenza
- Importo delle prestazioni:

### Previdenza integrativa
La previdenza integrativa che non è regolata da leggi speciali ma dalle regole previste dal Capo XX del C.C. è chiamata previdenza di quarto pilastro, quindi questo tipo previdenza è di tipo assicurativo e il rapporto giuridico è quello di una corrente assicurazione regolata dal Codice Civile come per tutti i tipi di assicurazioni. Il sistema di gestione è a capitalizzazione.
Anche l'utilizzo di altri strumenti finanziari mobiliari o meno rientra nella previdenza di quarto pilastro.
- Previdenza privata
- Assicurazione: normale e individuale o altri tipi di prodotti finanziari
- Partecipazione: volontaria
- Contempla:
  - Polizze vita
  - Previdenza professionale privata Fondi di investimento
- Previdenza professionale privata* Depositi vincolati
- Previdenza professionale privata* Altre forme di risparmio gestito

## Composizione della spesa pensionistica
L'INPS è l'ente che eroga le pensioni e le altre prestazioni previdenziali tramite le imposte che derivano, per circa il 70% dai contributi obbligatori per le assicurazioni obbligatorie mediante l'applicazione di aliquote di scopo chiamate aliquota contributiva pensionistica di finanziamento (l'Agenzia delle Entrate classifica l'INPS tra gli enti impositori al pari di comuni, regioni ecc.) e, per il restante 30%, mediante trasferimenti da parte dello Stato direttamente dalla fiscalità generale, che va a finanziare le attività di assistenza sociale. Il sistema pensionistico italiano è anche detto "a ripartizione", o anche "pay-as-you-go".

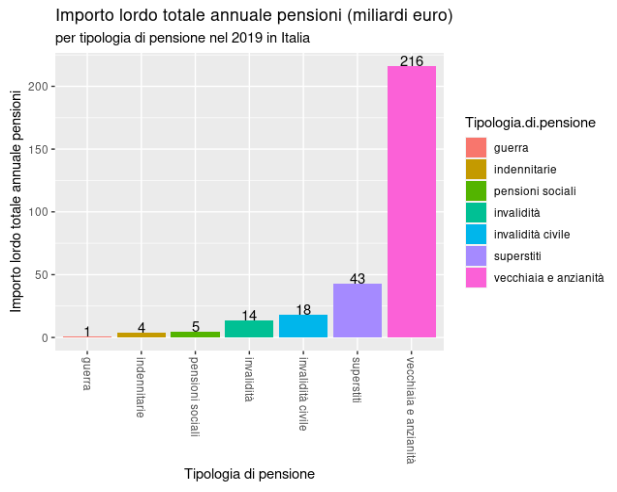
Importo lordo annuale delle pensioni italiane per tipologia (2019)
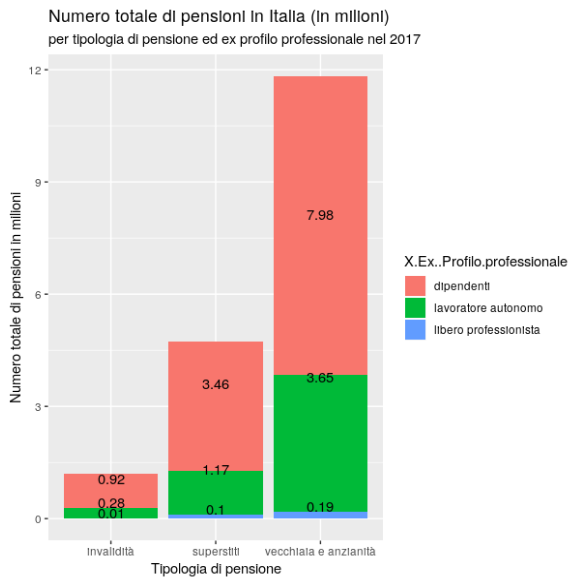
Totale pensioni in Italia per profilo professionale (2017)

## Critiche all'informazione sulle pensioni in Italia

### Critiche all'affermazione "La pensione è una retribuzione differita"
Sovente si sente l'affermazione che la pensione sarebbe una retribuzione differita, che deriva quindi dal contratto di lavoro e che dovrebbe essere agganciata alle retribuzioni correnti.
Tale orientamento è stato ribaltato dalla più recente sentenza della Corte dei Conti 951/2012 che afferma "non può essere applicato alla pensione sulla base della sua pretesa natura di retribuzione differita, poiché la pensione, pur presupponendo la avvenuta percezione della retribuzione, di cui rappresenta in termini contabili l'erogazione di un accantonamento, in termini giuridici e sociali rappresenta un istituto del tutto diverso, sostenuto e improntato a principi di mutua assistenza piuttosto che a quelli di garanzia della sinallagmaticità tra prestazione lavorativa e retribuzione, da cui deriva la garanzia della proporzionalità tra le due poste economiche."
La stessa sentenza ribadisce che non esiste una correlazione tra stipendio e pensione e che comunque la perequazione delle pensioni deve essere attuata nel "ragionevole bilanciamento del complesso dei valori e degli interessi costituzionali coinvolti (…), compresi quelli connessi alla concreta e attuale disponibilità delle risorse finanziarie e dei mezzi necessari per far fronte ai relativi impegni di spesa".
La stessa sentenza evidenzia che sopravvenuti mutamenti economici possono rendere non immediatamente attuabile la dichiarazione di principio dei Presidenti del Consiglio e dei Ministri degli affari sociali della Comunità Europea del 6 dicembre 1993 circa il mantenimento del potere d'acquisto delle pensioni.

### Critiche all'affermazione "La pensione rappresenta il rendimento dei contributi versati"
Nei sistemi pensionistici detti "a capitalizzazione" e vigenti in alcuni Paesi, la pensione si ottiene dal rendimento dei contributi versati, più sovente come sola forma di integrazione e più raramente come sostituto delle pensioni pubbliche. In Italia, la pensione non corrisponde al rendimento dei contributi che un lavoratore ha versato in passato, ma è fissata dalla legge in base ad una certa formula.